# Carl Adolph Agardh

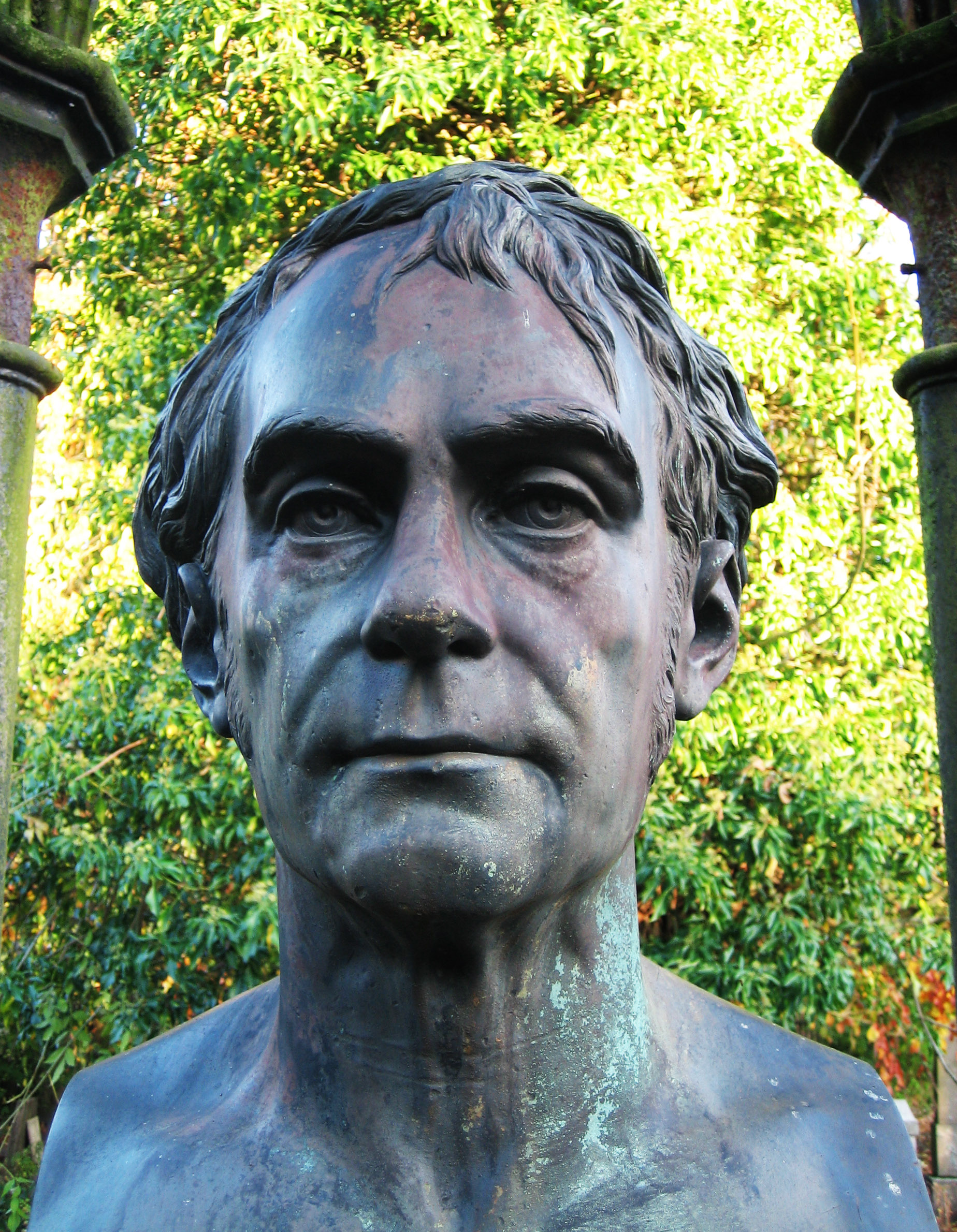
Byst av Carl Adolph Agardh, Östra kyrkogården, Lund.

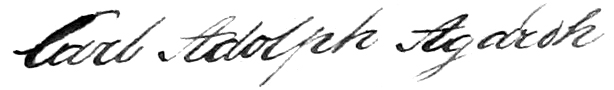
Carl Adolph Agardhs namnteckning 1799.

Carl Adolph Agardh, född 23 januari 1785 i Båstad, död 28 januari 1859 i Karlstad, var en svensk teolog, matematiker, naturforskare och statsekonom, far till Jacob Georg Agardh och Emilia Fröding, farbror till Mortimer Agardh och morfar till Gustaf Fröding.

## Biografi
Agardh föddes i Båstad där fadern, som kom från Schleswig, idkade handel. År 1799 blev han student och skrevs in vid Lunds universitet den 4 oktober – samma dag som Esaias Tegnér – och blev 1805 filosofie magister. År 1807 utnämndes han till docent i matematik, 1810 till extra ordinarie demonstrator och adjunkt i botanik och ekonomi samt blev 1812 professor i dessa ämnen, efter att året förut ha varit uppförd på förslag till professuren i matematik. År 1816 prästvigdes han och blev samma år kyrkoherde i Sankt Peters Klosters församling. Han invaldes 1817 som ledamot nummer 372 av Kungliga Vetenskapsakademien. Från 1831 satt han på Svenska Akademiens fjärde stol. År 1835 blev han biskop i Karlstads stift och därjämte 1837 ordensbiskop.
Det första alstret av Agardhs författarskap, Caricographia scanensis (1806), tillhör botaniken, den vetenskap, som han framför andra skulle rikta genom snillrika iakttagelser och trägna forskningar. Därnäst utgav han en avhandling över ett matematiskt ämne. Av universitetets kansler, greve Lars von Engeström, kallad till informator för en av hans söner, fick Agardh tillfälle att besöka Stockholm och lära känna den som vid den tiden ansågs vara den främste svenske botanisten, professor Olof Swartz, som gav en avgörande riktning åt hans studier. I Lund var vid denna tid den mångsidige Anders Jahan Retzius och i Uppsala den bereste Carl Peter Thunberg professor i naturalhistoria. Båda var trogna anhängare av Carl von Linnés skola, och deras huvudsakliga mål inom botaniken var att i sexualsystemets klasser inpassa nyupptäckta fanerogama växter och noggrant beskriva deras skiftande former. I synnerhet kvarstod kryptogamernas stora växtavdelning i samma oordnade skick, i vilket Linné lämnat densamma.
Uppslaget till en ny riktning gavs först av Swartz och Erik Acharius, av vilka den förre valt ormbunkarna och mossorna, den senare lavarna till ämne för grundliga studier. Av de två återstående kryptogamiska grupperna valde Elias Fries svamparna och Agardh algerna, och det var huvudsakligen såsom algolog han skulle vinna ryktbarhet som reformator. Hans arbete Dispositio algarum Sueciæ (1810–1812) sluter sig dock ännu till föregående åsikter. I Species plantarum hade Linné 1753 under släktena Fucus, Ulva och Conferva sammanfört dessa havens och sötvattnens talrika alster, av vilka svenska botanister uppgav blott 65 arter. Vid denna tid hade dock i utlandet offentliggjorts flera arbeten, som visserligen väsentligt bibehöll den gamla linnéanska släktuppfattningen, men i hög grad ökade artantalet av de allt bättre kända algerna och därigenom antydde vikten av en förtroligare kännedom och en sannare uppfattning av dessa växtalster.
Det var med stöd av dessa förarbeten, som Agardh, sedan han 1812 blivit Retzius efterträdare, företog den omskapning av algologien, som kom att göra honom känd. Han gav 1812–1815 ut Algarum decas samt 1817 Synopsis algarum Scandinaviæ, mottogs väl av lärda i andra länder. Agardh bestämde sig nu för beskriva alla dittills kända släkten och arter i algernas hela grupp, och 1820–1822 utkom första delen av Species algarum, som innehöll alla då bekanta arter av Fucaceæ, Florideæ och Ulvaceæ. Utgivningen av detta verk avbröts likväl, och i stället utkom 1824 Systema algarum, som innefattar endast släkt- och artkaraktärerna av de kända algerna. "Med detsamma", säger J.E. Areschoug, "var ock den agardhska reformen till fullo genomförd, ordningar och släkten grundade, och arterna, så väl de längesedan kända, som ock flerfaldiga nya, diagnosticerade". År 1827 företog Agardh, huvudsakligen i algologiskt ändamål, en färd till Venedig och Triest, och under denna resa uppdagade han en stor mängd släkten och arter. Därpå följde arbetena Icones algarum europæarum (Leipzig 1828–1835) och Species algarum, vol. II, sectio prior, och därmed var hans algologiska arbeten avslutade.
Algologi var dock inte det enda fältet på botanikens område, där Agardh arbetade och kom med nya idéer. Agardh offentliggjorde 1817–1826 Aphorismi botanici samt 1825 Classes plantarum, där han försökte organisera växtformerna. En dåtida utländsk lärde sa "att Agardh tillkommer äran att vara den förste, som det i högre mån lyckades att uppställa naturliga ordningar".
Slutligen behandlade Agardh även växternas anatomi och fysiologi, som grundlades av engelska och holländska forskare på 1600-talet, men var åsidosatt under Linnés form- och ordningsperiod. Vid denna tid hade dock intresse åter väckts för dessa vetenskapsgrenar och Agardh utgav en mängd skrifter i dessa ämnen: Dissertatio de metamorphosi Algarum (1820), två avhandlingar på franska (1829) samt sin Lärobok i Botanik som även översatts till tyska. I dessa verk framställdes flera hypoteser som visat sig vara betydelsefulla.
Agardhs författarskap inskränkte sig dock inte bara till botaniken och hans verksamhet som universitetslärare. Han gjorde även flera arbeten i odlingens tjänst. Till en början skrev han några mindre avhandlingar för lantbruket och trädgårdsskötseln, men övergick senare till statsekonomi. Såsom fullmäktig för Lunds stift deltog han i 1817/18, 1823 och 1834/35 års riksdagar, samt vid 1840/41, 1844/45 och 1847/48 års riksdagar som ledamot för Karlstads stift. (Han var även utsedd för 1850/51, 1853/54 och 1856/58 års riksdagar, men frånvarade då.)
Han utgav 1829 den akademiska avhandlingen Granskning af statsekonomiens grundläror, offentliggjorde 1831 i tidskriften Svea en uppsats Om absolut och subjektiv rikedom.

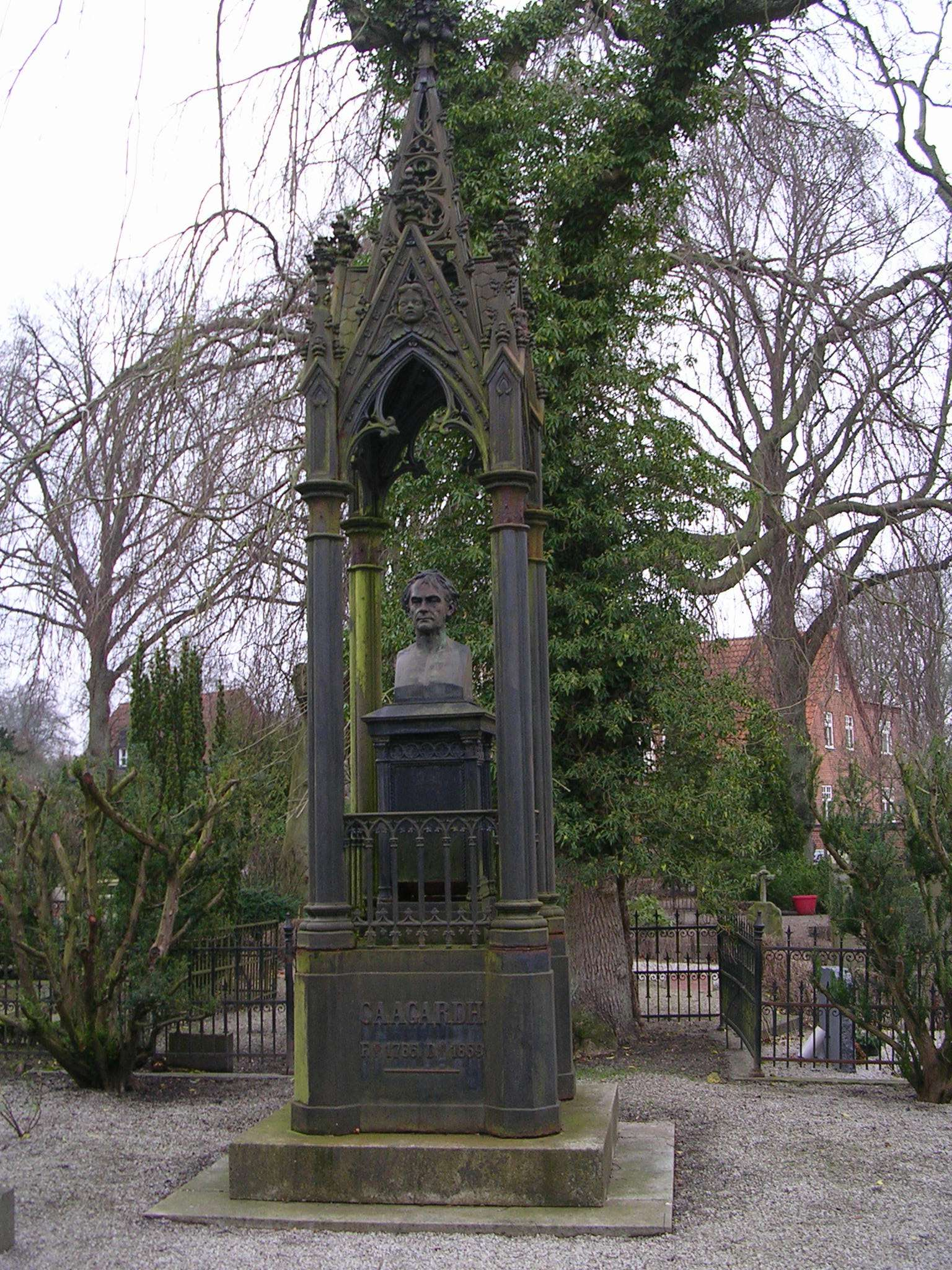
Agardhs grav på Östra kyrkogården i Lund.

I de skånska tidningarna införde han emellanåt artiklar som bland annat titulerades: Opinionens makt, Om spannmålshandeln och Om möjligheten af hypoteksinrättningar, som mottogs väl av samtiden. Agardh förespråkade bildandet av ett inhemskt fondsystem och för införandet av förbättringar i Sveriges kreditväsen. Genom främjande av den inhemska kapitalbildningen skulle Sverige, dess näringar och handel frigöras från beroende av utländska kapitalister. Lunds sparbank, brandstodsbolaget för Skånes städer samt skånska hypoteksföreningen är några av de inrättningar som kan tacka Agardh för sin uppkomst.
Agardh förespråkade införandet av en ordnad skogshushållning i förening med skogsodling och trädplantering. Han förordade inrättande av livförsäkrings- och livränteanstalter, även för att därigenom förbättra den svenska kvinnans ställning. Agardh förespråkade flera viktiga reformer av det svenska samhället, men motsatte sig många av desamma. Exempelvis gillade han inte decimalsystemets tillämpning på mynt, mål och vikt och inte heller beviljandet av medborgerliga rättigheter för judar.
I sin ungdom hade Agardh som medarbetare i tidskriften Polyfem deltagit i den nyromantiska rörelsens strid mot Svenska Akademien. Också hyllade han denna skolas naturfilosofiska åskådning, och denna präglade hans naturvetenskapliga arbeten, främst vid 1820-talets slut, då han personligen påverkats av den tyske filosofen Friedrich von Schelling. I unga år gav han även ut en del arbeten som matematiker.
År 1828 kallades Agardh till ledamot av den kommitté, som hade i uppdrag att granska Sveriges allmänna undervisningsverk. Där uppkom snart en del strider. Striden gällde bland annat huruvida den gamla läroverksbyggnaden med de klassiska studierna såsom allenarådande skulle bibehållas eller den moderna litteraturen och naturvetenskaperna skulle intaga en förmånligare ställning vid Sveriges elementarläroverk, samt huruvida klassläsningen skulle vika för ämnesläsning och fri flyttning. Trogen framåtskridandets fana, kämpade Agardh, med Tegnér och Berzelius vid sin sida, för de nya idéerna.
Agardh var en av de viktigaste initiativtagarna till grundandet av Akademiska Föreningen i Lund samt inspektor för den Skånska nationen vid universitetet där.
Hans efterlämnade papper finns på Universitetsbiblioteket, Lunds universitet.
Carl Adolph Agardh är begraven på Östra kyrkogården i Lund
Auktorsnamnet Agardh kan användas för Carl Adolph Agardh i samband med ett vetenskapligt namn inom botaniken; se Wikipediaartiklar som länkar till auktorsnamnet.